# Athyrium dombeyi
Athyrium dombeyi là một loài thực vật có mạch trong họ Woodsiaceae. Loài này được Desv. miêu tả khoa học đầu tiên năm 1827.